# Aeroport de Berna-Belp
L'Aeroport de Berna-Belp (codi IATA: BRN, codi OACI: LSZB) (en alemany: Flughafen Bern-Belp) és un aeroport que dona servei a Berna. Està localitzat als límits municipals de la població de Belp i sovint és conegut com a Aeroport de Belp.
El Biderhangar, un dels hangars de l'aeroport construït pel pioner en l'aviació suïssa Oskar Bider, és considerat patrimoni d'interès nacional des del novembre de 2008 dins de l'Inventari Suís dels Béns Culturals d'Importància Nacional i Regional.